# Le Chien qui miaulait
Ne doit pas être confondu avec Le Chat qui clignait de l'œil.
Le Chien qui miaulait est le vingt et unième roman de la série Les Conquérants de l'impossible par Philippe Ébly édité en mars 2009 chez Temps Impossibles.

## Résumé
Le docteur Sark convoque Serge, Thibaut et Xolotl pour leur demander une faveur très personnelle. Il s'agit de sauver un jeune garçon victime d'un grave accident de moto qui l'a laissé tétraplégique. Seulement la solution du docteur Sark n'est qu'au stade expérimental, ce qui n'est pas sans risque pour le cobaye...

## Éditions
- 2009 - Temps Impossibles (français, version originale), illustré par Fred Grivaud.

## Commentaires
- L'histoire se situe chronologiquement avant l'arrivée de Souhi dans le groupe car elle n'apparaît pas dans le récit, sauf au dernier chapitre.
- En fin d'ouvrage, un texte pédagogique d'une dizaine de pages aborde les thèmes du roman.
- Un crayonné des illustrations a été ajouté en fin de volume, dévoilant les différentes étapes de conception des illustrations.